# Антидепресант
Антидепресантите са клас психотропни медикаменти, които се използват в психиатрията при лечението на депресии, фобии, страхови разстройства, натрапливи състояния и други.
Първата генерация антидепресанти, т.нар. трициклични антидепресанти – имипрамин, кломипрамин, амитриптилин и т.н. се появяват през 60-те години на XX век, но се използват и до днес.